# 雁荡路
雁荡路是中國上海市黄浦区的一条步行街，该路南北走向，北起淮海中路，南至复兴公园北门，中间与兴安路、南昌路交汇。长290米，宽17.9～21米。
雁荡路由法租界公董局越界修筑于1902年（清光绪二十八年），最初的名称为军营路（法語：Rue de Camp），北起西江路（今淮海中路），南到顾家宅法国兵营（1909年改建为法国公园），因法国兵营而得名。不久定名为华龙路（Route Voyron）。1914年，被划入上海法租界。1943年，汪精卫政权接收上海法租界，将华龙路以浙江省名胜雁荡山改名为雁荡路。1999年改造成步行街。
雁荡路两侧多为法式公寓楼房，现辟为步行休闲街，碎石路面，两侧植棕榈树，沿街开设咖啡馆、酒吧、餐饮等。

## 交汇道路
- 淮海中路：旧名西江路、宝昌路、霞飞路
- 兴安路
- 南昌路：雁荡路以西旧名环龙路（Route Vallon），雁荡路以东旧名陶而斐司路（Route Dolfus ）